# Associazione Calcio Reggiana 1961-1962
Questa voce raccoglie le informazioni riguardanti l'Associazione Calcio Reggiana nelle competizioni ufficiali della stagione 1961-1962.

## Stagione
Nella stagione 1961-1962 i dirigenti granata puntano alla serie A, dopo l'esaltante campionato precedente e non a caso gli abbonati per la prima volta superano le 3.000 unità. Solo due le cessioni, entrambe al Palermo e sono quelle di Vittorio Calvani e di Luigi Sardei. In cambio dai rosanero ritorna Giampiero Grevi e con lui arriva l'ala sinistra Paolo Morosi. Luciano Gariboldi abbandona e dall'Inter viene preso in prestito il terzino Luigi Robbiati, mentre dal Brescia arriva il mediano Renato Martini.
La Reggiana di Luigi Del Grosso inizia bene il campionato, vince le prime tre gare e sembra una delle favorite per la promozione, poi a raffreddare gli entusiasmi arriva la secca sconfitta alla quarta giornata nel derby del Tardini (2 a 0) per i crociati il 24 settembre del 1961, ed è l'inizio di una svolta negativa.
Si infortuna Aldo Catalani e per sostituirlo viene prelevato dall'Inter il giovane Orazio Rancati, mentre dal Palermo arriva il mediano Piero Ferri. Cambiamenti questi che non servono a molto. La sconfitta interna con la Sambenedettese proietta sempre più in basso i granata. Luigi Del Grosso se ne va, al suo posto viene ingaggiato l'ex tecnico del Lecco Angelo Piccioli. Anche questo non serve a nulla, perché la vittoria di Fuorigrotta con il Napoli per (1-0) è solo una meteora. La Reggiana sprofonda al Mirabello contro il Simmenthal Monza (0-1), dopo aver perso anche ad Alessandria (2-1). Si rivelerà decisivo il drammatico pari interno (0-0) col pericolante Catanzaro nell'ultima giornata del torneo, per sancire la retrocessione della Reggiana in serie C e la salvezza dei giallorossi calabresi. In Coppa Italia granata subito fuori al primo turno a Modena (2-1).

## Divise
| Prima divisa |

## Risultati

### Serie B

#### Girone di andata
| Arbitro: | Cotugno (Civitavecchia) |

|  |           |                                  |
|  | Marcatori | 13’ Catalani 37’ Volpi 62’ Merlo |

| Arbitro: | Caporali (Cremona) |

|              |           |  |
| Catalani 68’ | Marcatori |  |

| Arbitro: | Carminati (Milano) |

|                                    |           |  |
| Volpi 41’ Catalani 72’ Greatti 75’ | Marcatori |  |

| Arbitro: | Roversi (Bologna) |

|                        |           |  |
| Moriggi 71’ Panara 79’ | Marcatori |  |

| Arbitro: | Samani (Trieste) |

|              |           |  |
| Flaborea 78’ | Marcatori |  |

| Arbitro: | Cataldo (Reggio Calabria) |

|           |           |           |
| Volpi 33’ | Marcatori | 57’ Rossi |

| Arbitro: | Sbardella (Roma) |

|                        |           |           |
| Turra 26’ Lojodice 40’ | Marcatori | 89’ Grevi |

| Arbitro: | Bonetto (Torino) |

|                                    |           |  |
| Greatti 4’, 40’ Goldoni 25’ (aut.) | Marcatori |  |

| Arbitro: | Rebuffo (Milano) |

|                              |           |                          |
| Lavoratornuovo 18’ Macor 61’ | Marcatori | 52’ Greatti 65’ Tribuzio |

| Reggio Emilia 19 novembre 1961 10ª giornata | Reggiana          | 0 – 0 | Lazio | Stadio Mirabello\| Arbitro: \| Righetti (Torino) \| |
| Arbitro:                                    | Righetti (Torino) |       |       |                                                     |

| Arbitro: | De Marchi (Pordenone) |

|                       |           |             |
| Volpi 20’ Greatti 48’ | Marcatori | 84’ Mariani |

| Arbitro: | Carminati (Milano) |

|                                         |           |             |
| Bassetto 7’ Arrigoni 57’ Francescon 75’ | Marcatori | 67’ Rancati |

| Arbitro: | Rebuffo (Milano) |

|                                          |           |             |
| Corso 43’ Maschietto 47’, 70’ Maioli 75’ | Marcatori | 62’ Greatti |

| Arbitro: | Cirone (Palermo) |

|                             |           |             |
| Sanna 44’ (aut.) Morosi 72’ | Marcatori | 71’ Mentani |

| Arbitro: | Politano (Cuneo) |

|                                          |           |             |
| Catalano 32’ Romano 86’ Gianmarinaro 88’ | Marcatori | 50’ Savoldi |

| Arbitro: | Cataldo (Reggio Calabria) |

|           |           |           |
| Volpi 58’ | Marcatori | 75’ Rizzo |

| Arbitro: | De Marchi (Pordenone) |

|              |           |  |
| Melonari 74’ | Marcatori |  |

| Arbitro: | Campanati (Milano) |

|             |           |                      |
| Greatti 88’ | Marcatori | 28’ Bean 39’ Firmani |

| Arbitro: | Sbardella (Roma) |

|             |           |            |
| Bagnoli 12’ | Marcatori | 72’ Manica |

#### Girone di ritorno
| Arbitro: | De Robbio (Torre Annunziata) |

|                |           |             |
| Meraviglia 13’ | Marcatori | 80’ Greatti |

| Arbitro: | D'Agostini (Roma) |

|  |           |             |
|  | Marcatori | 86’ Savoldi |

| Messina 11 febbraio 1962 22ª giornata | Messina            | 0 – 0 | Reggiana | Stadio Giovanni Celeste\| Arbitro: \| Carminati (Milano) \| |
| Arbitro:                              | Carminati (Milano) |       |          |                                                             |

| Arbitro: | Gambarotta (Genova) |

|            |           |               |
| Savoldi 9’ | Marcatori | 81’ Meregalli |

| Reggio Emilia 25 febbraio 1962 24ª giornata | Reggiana            | 0 – 0 | Como | Stadio Mirabello\| Arbitro: \| Feancescon (Padova) \| |
| Arbitro:                                    | Feancescon (Padova) |       |      |                                                       |

| Arbitro: | Gioggi (Roma) |

|                       |           |            |
| Galtarossa 45’ (rig.) | Marcatori | 32’ Morosi |

| Arbitro: | Gandiolo (Alessandria) |

|           |           |          |
| Volpi 52’ | Marcatori | 9’ Gallo |

| Arbitro: | Gambarotta (Genova) |

|             |           |  |
| Tinazzi 46’ | Marcatori |  |

| Arbitro: | Cataldo (Reggio Calabria) |

|                  |           |                             |
| Volpi 78’ (rig.) | Marcatori | 2’ (rig.) Merlo 77’ Pennati |

| Arbitro: | Gambarotta (Genova) |

|             |           |  |
| Morrone 18’ | Marcatori |  |

| Arbitro: | Sebastio (Taranto) |

|  |           |              |
|  | Marcatori | 19’ Tribuzio |

| Reggio Emilia 15 aprile 1962 31ª giornata | Reggiana         | 0 – 0 | Lucchese | Stadio Mirabello\| Arbitro: \| Rimoldi (Milano) \| |
| Arbitro:                                  | Rimoldi (Milano) |       |          |                                                    |

| Arbitro: | Rebuffo (Milano) |

|              |           |                 |
| Catalani 85’ | Marcatori | 70’ Postiglione |

| Novara 29 aprile 1962 33ª giornata | Novara                | 0 – 0 | Reggiana | Stadio Comunale\| Arbitro: \| De Marchi (Pordenone) \| |
| Arbitro:                           | De Marchi (Pordenone) |       |          |                                                        |

| Reggio Emilia 6 maggio 1962 34ª giornata | Reggiana         | 0 – 0 | Bari | Stadio Mirabello\| Arbitro: \| Jonni (Macerata) \| |
| Arbitro:                                 | Jonni (Macerata) |       |      |                                                    |

| Arbitro: | D'Agostini (Roma) |

|                     |           |           |
| Cappellaro 24’, 64’ | Marcatori | 56’ Volpi |

| Arbitro: | De Robbio (Torre Annunziata) |

|  |           |                |
|  | Marcatori | 69’ Bersellini |

| Arbitro: | De Marchi (Pordenone) |

|                                   |           |           |
| Rivara 2’ Galli 68’ Giacomini 88’ | Marcatori | 73’ Volpi |

| Reggio Emilia 3 giugno 1962 38ª giornata | Reggiana        | 0 – 0 | Catanzaro | Stadio Mirabello\| Arbitro: \| Genel (Trieste) \| |
| Arbitro:                                 | Genel (Trieste) |       |           |                                                   |

### Coppa Italia
| Arbitro: | Righetti (Torino) |

|                          |           |                   |
| Pagliari 35’ Bellemo 50’ | Marcatori | 15’ (aut.) Ottani |

## Statistiche

### Statistiche di squadra
| Competizione | Punti | In casa | In casa | In casa | In casa | In casa | In casa | In trasferta | In trasferta | In trasferta | In trasferta | In trasferta | In trasferta | Totale | Totale | Totale | Totale | Totale | Totale | DR |
| Competizione | Punti | G       | V       | N       | P       | Gf      | Gs      | G            | V            | N            | P            | Gf           | Gs           | G      | V      | N      | P      | Gf     | Gs     | DR |
| ------------ | ----- | ------- | ------- | ------- | ------- | ------- | ------- | ------------ | ------------ | ------------ | ------------ | ------------ | ------------ | ------ | ------ | ------ | ------ | ------ | ------ | -- |
| Serie B      | 32    | 19      | 5       | 11      | 3       | 19      | 13      | 19           | 3            | 5            | 11           | 15           | 27           | 38     | 8      | 16     | 14     | 34     | 40     | -6 |
| Coppa Italia |       | -       | -       | -       | -       | -       | -       | 1            | 0            | 0            | 1            | 1            | 2            | 1      | 0      | 0      | 1      | 1      | 2      | -1 |
| Totale       |       | 19      | 5       | 11      | 3       | 19      | 13      | 20           | 3            | 5            | 12           | 16           | 29           | 39     | 8      | 16     | 15     | 35     | 42     | -7 |

### Statistiche dei giocatori
| Giocatore       | Serie B  | Serie B | Coppa Italia | Coppa Italia | Totale   | Totale |
| Giocatore       | Presenze | Reti    | Presenze     | Reti         | Presenze | Reti   |
| --------------- | -------- | ------- | ------------ | ------------ | -------- | ------ |
| G. Baricchi     | 10       | 0       | -            | -            | 10       | 0      |
| A. Catalani     | 23       | 4       | 1            | 0            | 24       | 4      |
| C. Correnti     | 14       | 0       | 1            | 0            | 15       | 0      |
| T. Corsi        | 25       | 0       | 1            | 0            | 26       | 0      |
| G. Dazzi        | 12       | 0       | 1            | 0            | 13       | 0      |
| A. De Nardi     | 1        | 0       | -            | -            | 1        | 0      |
| A. De Ponti     | 5        | 0       | -            | -            | 5        | 0      |
| G. Ferretti     | 31       | -28     | 1            | -2           | 32       | -30    |
| P. Ferri        | 21       | 0       | -            | -            | 21       | 0      |
| E. Galbiati     | 7        | -12     | -            | -            | 7        | -12    |
| R. Greatti      | 36       | 8       | -            | -            | 36       | 8      |
| G. Grevi        | 35       | 1       | 1            | 0            | 36       | 1      |
| F. Manica       | 2        | 1       | -            | -            | 2        | 1      |
| R. Martini      | 16       | 0       | 1            | 0            | 17       | 0      |
| M. Martiradonna | 36       | 0       | 1            | 0            | 37       | 0      |
| P. Merlo        | 4        | 1       | 1            | 0            | 5        | 1      |
| P. Morosi       | 23       | 2       | -            | -            | 23       | 2      |
| A. Ogliari      | 12       | 0       | -            | -            | 12       | 0      |
| V. Placanica    | 2        | 0       | -            | -            | 2        | 0      |
| O. Rancati      | 6        | 1       | -            | -            | 6        | 1      |
| L. Robbiati     | 21       | 0       | 1            | 0            | 22       | 0      |
| A. Savoldi      | 22       | 3       | 1            | 0            | 23       | 3      |
| M. Tribuzio     | 22       | 2       | -            | -            | 22       | 2      |
| C. Volpi        | 32       | 9       | 1            | 0            | 33       | 9      |